# Jackie Robinson
Jackie Robinson (punim imenom Jack Roosevelt Robinson, Cairo, Georgia, 31. siječnja 1919. - Stamford, Connecticut, 24. listopada 1972.) bio je američki profesionalni igrač bejzbola koji je postao prvi Afroamerikanac koji je igrao u najvišem rangu profesionalnog bejzbola u Sjedinjenim Državama i Kanadi u „Major League Baseball” (MLB) u modernom dobu. Robinson je postigao povijesni uspjeh i presedan za Afroamerikance, kada je krenuo prvi put na prvu bazu za Brooklyn Dodgerse 15. travnja 1947. Potpisivanje Dodgersa s Robinsonom najavilo je kraj rasne segregacije u profesionalnom bejzbolu, koja je degradirala crne igrače u crnačku ligu od 1880-ih. Robinson je primljen u bejzbolsku Kuću slavnih 1962.
Tijekom svoje 10-godišnje MLB karijere, Robinson je osvojio prvu nagradu "novi igrač godine" 1947., bio je All-Star šest uzastopnih sezona od 1949. do 1954. i osvojio je nagradu za najkorisnijeg igrača Nacionalne lige (NL) 1949. kao prvi crni igrač. Robinson je igrao u šest Svjetskih serija i pridonio Dodgersovom osvajanju prvenstvu Svjetske serije 1955. godine.
Godine 1997. „Major League Baseball” umirovio je njegovu uniformu br. 42 u svim timovima glavne lige; bio je prvi profesionalni sportaš u bilo kojem sportu koji je dobio takvu čast. MLB je također prihvatio novu godišnju tradiciju, "Dan Jackie Robinson", po prvi put 15. travnja 2004., kada svaki igrač svake momčadi nosi broj 42.
Robinsonov lik, njegovo nenasilje i talent doveli su u pitanje tradicionalnu osnovu segregacije koja je tada obilježila mnoge druge aspekte američkog života. Utjecao je na kulturu i značajno pridonio pokretu za građanska prava. Robinson je također bio prvi crni televizijski analitičar u MLB-u i prvi crni potpredsjednik velike američke korporacije, „Chock full o'Nuts”. U 1960-ima pomogao je u osnivanju „Freedom National Bank”, financijske institucije u vlasništvu Afroamerikanaca sa sjedištem u Harlemu, u New Yorku. Nakon njegove smrti 1972., Robinsonu su posthumno dodijeljene Kongresna zlatna medalja i Predsjedničko odličje slobode kao priznanje za njegova postignuća na terenu i izvan njega.